# Гикаловское сельское поселение
Гикаловское се́льское поселе́ние — упразднённое муниципальное образование в Грозненском районе Чечни Российской Федерации.
Административный центр — посёлок Гикало.

## История
Статус и границы сельского поселения установлены Законом Чеченской Республики от 20 февраля 2009 года № 12-РЗ «Об образовании муниципального образования Грозненский район и муниципальных образований, входящих в его состав, установлении их границ и наделении их соответствующим статусом муниципального района и сельского поселения».
1 января 2020 года сельское поселение упразднено, а его территория передана из состава Грозненского района в пользу городского округа город Грозный.

## Население
| 2010 | 2012  | 2013  | 2014  | 2015  | 2016  | 2017  | 2018    | 2019    |
| ---- | ----- | ----- | ----- | ----- | ----- | ----- | ------- | ------- |
| 9426 | ↗9597 | ↗9700 | ↗9777 | ↗9826 | ↗9901 | ↗9998 | ↗10 113 | ↗10 212 |

## Состав сельского поселения
| № | Населённый пункт | Тип населённого пункта          | Население |
| - | ---------------- | ------------------------------- | --------- |
| 1 | Гикало           | посёлок, административный центр | ↗10 212   |